# 2634 Џејмс Бредли
2634 Џејмс Бредли (енгл. 2634 James Bradley) је астероид. Приближан пречник астероида је 39,91 ,
а средња удаљеност астероида од Сунца износи 3,451 астрономских јединица (АЈ).
Инклинација (нагиб) орбите у односу на раван еклиптике је 6,403 степени, а орбитални период износи 2341,688 дана (6,411 година). Ексцентрицитет орбите астероида износи 0,053.
Апсолутна магнитуда астероида износи 10,20 а геометријски албедо 0,092.
Астероид је откривен 21. фебруара 1982. године.